# Coefficiente di sicurezza
Un coefficiente di sicurezza indica il rapporto fra due grandezze fisiche concettualmente differenti, ma misurabili con gli stessi parametri, essendo un coefficiente un numero puro, adimensionale.
Molto spesso, in tale rapporto matematico, il numeratore è costituito dalla grandezza che agevola la sicurezza, la stabilità, la resistenza di un'opera o di un'attività soggetta a rischio. A denominatore è posta l'entità che genera insicurezza, instabilità, danno o rottura di un'opera o di un'attività.
Un coefficiente di sicurezza elevato indica un maggior grado di sicurezza per un certo fenomeno sotto analisi, e in genere comporta maggiori costi e maggiori cautele nella realizzazione.
Un coefficiente di sicurezza ridotto comporta maggiori rischi e minori spese, ma si devono necessariamente considerare delle limitazioni normative che impediscono l'esagerazione di tale comportamento. L'obiettivo a cui un progettista deve mirare è un corretto, dosato e sapiente utilizzo dei coefficienti di sicurezza, a seconda del problema affrontato.